# Microrregión de Três Passos
La microrregión de Três Passos es una de las microrregiones del estado brasileño del Rio Grande do Sul perteneciente a la mesorregión Noroeste Rio-Grandense. Su población fue estimada en 2005 por el IBGE en 141.637 habitantes y está dividida en veinte municipios. Posee un área total de 3.856,166 km². 

## Municipios
- Barra do Guarita
- Boa Vista do Buricá
- Bom Progresso
- Braga
- Campo Novo
- Crissiumal
- Derrubadas
- Doutor Maurício Cardoso
- Esperança do Sul
- Horizontina
- Humaitá
- Miraguaí
- Nova Candelária
- Redentora
- São Martinho
- Sede Nova
- Tenente Portela
- Tiradentes do Sul
- Três Passos
- Vista Gaúcha

- Datos: Q970222